# Lijst van wapens van Nederlandse gemeenten
Dit artikel bevat een lijst van wapens van Nederlandse gemeenten. De lijst is gesorteerd op provincie.

## Drenthe
Hieronder staan de gemeentewapens van de huidige gemeenten. Voor wapens van voormalige Drentse gemeenten, zie Lijst van wapens van voormalige Drentse gemeenten.

Wapen van Aa en Hunze
Wapen van Assen
Wapen van Borger-Odoorn
Wapen van Coevorden
Wapen van De Wolden
Wapen van Emmen
Wapen van Hoogeveen
Wapen van Meppel
Wapen van Midden-Drenthe
Wapen van Noordenveld
Wapen van Tynaarlo
Wapen van Westerveld

## Flevoland
Hieronder staan de gemeentewapens van de huidige gemeenten. Er zijn geen voormalige gemeentewapens van Flevoland bekend.

Wapen van Almere
Wapen van Dronten
Wapen van Lelystad
Wapen van Noordoostpolder
Wapen van Urk
Wapen van Zeewolde

## Friesland
Hieronder staan de gemeentewapens van de huidige gemeenten. Voor wapens van voormalige Friese gemeenten, zie Lijst van wapens van voormalige Friese gemeenten.

Wapen van Achtkarspelen
Wapen van Ameland
Wapen van Dantumadeel
Wapen van De Friese Meren
Wapen van Harlingen
Wapen van Heerenveen
Wapen van Leeuwarden
Wapen van Noardeast-Fryslân
Wapen van Ooststellingwerf
Wapen van Opsterland
Wapen van Schiermonnikoog
Wapen van Smallingerland
Wapen van Súdwest-Fryslân
Wapen van Terschelling
Wapen van Tietjerksteradeel
Wapen van Vlieland
Wapen van Weststellingwerf
Wapen van Waadhoeke

## Gelderland
Hieronder staan de gemeentewapens van de huidige gemeenten. Voor wapens van voormalige Gelderse gemeenten, zie Lijst van wapens van voormalige Gelderse gemeenten.

Wapen van Aalten
Wapen van Apeldoorn
Wapen van Arnhem
Wapen van Barneveld
Wapen van Berg en Dal
Wapen van Berkelland
Wapen van Beuningen
Wapen van Bronckhorst
Wapen van Brummen
Wapen van Buren
Wapen van Culemborg
Wapen van Doesburg
Wapen van Doetinchem
Wapen van Druten
Wapen van Duiven
Wapen van Ede
Wapen van Elburg
Wapen van Epe
Wapen van Ermelo
Wapen van Harderwijk
Wapen van Hattem
Wapen van Heerde
Wapen van Heumen
Wapen van Lingewaard
Wapen van Lochem
Wapen van Maasdriel
Wapen van Montferland
Wapen van Neder-Betuwe
Wapen van Nijkerk
Wapen van Nijmegen
Wapen van Nunspeet
Wapen van Oldebroek
Wapen van Oost Gelre
Wapen van Oude IJsselstreek
Wapen van Overbetuwe
Wapen van Putten
Wapen van Renkum
Wapen van Rheden
Wapen van Rozendaal
Wapen van Scherpenzeel
Wapen van Tiel
Wapen van Voorst
Wapen van Wageningen
Wapen van West Betuwe
Wapen van West Maas en Waal
Wapen van Westervoort
Wapen van Wijchen
Wapen van Winterswijk
Wapen van Zaltbommel
Wapen van Zevenaar
Wapen van Zutphen

## Groningen
Hieronder staan de gemeentewapens van de huidige gemeenten. Voor wapens van voormalige Groningse gemeenten, zie Lijst van wapens van voormalige Groningse gemeenten.

Wapen van Eemsdelta
Wapen van Groningen
Wapen van Het Hogeland
Wapen van Midden-Groningen
Wapen van Oldambt
Wapen van Pekela
Wapen van Stadskanaal
Wapen van Veendam
Wapen van Westerkwartier
Wapen van Westerwolde

## Limburg
Hieronder staan de gemeentewapens van de huidige gemeenten. Voor wapens van voormalige Limburgse gemeenten, zie Lijst van wapens van voormalige Limburgse gemeenten (Nederland).

Wapen van Beek
Wapen van Beekdaelen
Wapen van Beesel
Wapen van Bergen
Wapen van Brunssum
Wapen van Echt-Susteren
Wapen van Eijsden-Margraten
Wapen van Gennep
Wapen van Gulpen-Wittem
Wapen van Heerlen
Wapen van Horst aan de Maas
Wapen van Kerkrade
Wapen van Landgraaf
Wapen van Leudal
Wapen van Maasgouw
Wapen van Maastricht
Wapen van Meerssen
Wapen van Mook en Middelaar
Wapen van Nederweert
Wapen van Peel en Maas
Wapen van Roerdalen
Wapen van Roermond
Wapen van Simpelveld
Wapen van Sittard-Geleen
Wapen van Stein
Wapen van Vaals
Wapen van Valkenburg aan de Geul
Wapen van Venlo
Wapen van Venray
Wapen van Voerendaal
Wapen van Weert

## Noord-Brabant
Hieronder staan de gemeentewapens van de huidige gemeenten. Voor wapens van voormalige Noord-Brabantse gemeenten, zie Lijst van wapens van voormalige Noord-Brabantse gemeenten.

Wapen van Alphen-Chaam
Wapen van Altena
Wapen van Asten
Wapen van Baarle-Nassau
Wapen van Bergeijk
Wapen van Bergen op Zoom
Wapen van Bernheze
Wapen van Best
Wapen van Bladel
Wapen van Boekel
Wapen van Boxtel
Wapen van Breda
Wapen van Cranendonck
Wapen van Deurne
Wapen van Dongen
Wapen van Drimmelen
Wapen van Eersel
Wapen van Eindhoven
Wapen van Etten-Leur
Wapen van Geertruidenberg
Wapen van Geldrop-Mierlo
Wapen van Gemert-Bakel
Wapen van Gilze en Rijen
Wapen van Goirle
Wapen van Halderberge
Wapen van Heeze-Leende
Wapen van Helmond
Wapen van 's-Hertogenbosch
Wapen van Heusden
Wapen van Hilvarenbeek
Wapen van Laarbeek
Wapen van Land van Cuijk
Wapen van Loon op Zand
Wapen van Maashorst
Wapen van Meierijstad
Wapen van Moerdijk
Wapen van Nuenen, Gerwen en Nederwetten
Wapen van Oirschot
Wapen van Oisterwijk
Wapen van Oosterhout
Wapen van Oss
Wapen van Reusel-De Mierden
Wapen van Roosendaal
Wapen van Rucphen
Wapen van Sint-Michielsgestel
Wapen van Someren
Wapen van Son en Breugel
Wapen van Steenbergen
Wapen van Tilburg
Wapen van Valkenswaard
Wapen van Veldhoven
Wapen van Vught
Wapen van Waalre
Wapen van Waalwijk
Wapen van Woensdrecht
Wapen van Zundert

## Noord-Holland
Hieronder staan de gemeentewapens van de huidige gemeenten. Voor wapens van voormalige Noord-Hollandse gemeenten, zie Lijst van wapens van voormalige Noord-Hollandse gemeenten.

Wapen van Aalsmeer
Wapen van Alkmaar
Wapen van Amstelveen
Wapen van Amsterdam
Wapen van Bergen
Wapen van Beverwijk
Wapen van Blaricum
Wapen van Bloemendaal
Wapen van Castricum
Wapen van Den Helder
Wapen van Diemen
Wapen van Dijk en Waard
Wapen van Drechterland
Wapen van Edam-Volendam
Wapen van Enkhuizen
Wapen van Gooise Meren
Wapen van Haarlem
Wapen van Haarlemmermeer
Wapen van Heemskerk
Wapen van Heemstede
Wapen van Heiloo
Wapen van Hilversum
Wapen van Hollands Kroon
Wapen van Hoorn
Wapen van Huizen
Wapen van Koggenland
Wapen van Landsmeer
Wapen van Laren
Wapen van Medemblik
Wapen van Oostzaan
Wapen van Opmeer
Wapen van Ouder-Amstel
Wapen van Purmerend
Wapen van Schagen
Wapen van Stede Broec
Wapen van Texel
Wapen van Uitgeest
Wapen van Uithoorn
Wapen van Velsen
Wapen van Waterland
Wapen van Weesp
Wapen van Wijdemeren
Wapen van Wormerland
Wapen van Zaanstad
Wapen van Zandvoort

## Overijssel
Hieronder staan de gemeentewapens van de huidige gemeenten. Voor wapens van voormalige Overijsselse gemeenten, zie Lijst van wapens van voormalige Overijsselse gemeenten.

Wapen van Almelo
Wapen van Borne
Wapen van Dalfsen
Wapen van Deventer
Wapen van Dinkelland
Wapen van Enschede
Wapen van Haaksbergen
Wapen van Hardenberg
Wapen van Hellendoorn
Wapen van Hengelo
Wapen van Hof van Twente
Wapen van Kampen
Wapen van Losser
Wapen van Oldenzaal
Wapen van Olst-Wijhe
Wapen van Ommen
Wapen van Raalte
Wapen van Rijssen-Holten
Wapen van Staphorst
Wapen van Steenwijkerland
Wapen van Tubbergen
Wapen van Twenterand
Wapen van Wierden
Wapen van Zwartewaterland
Wapen van Zwolle

## Utrecht
Hieronder staan de gemeentewapens van de huidige gemeenten. Voor wapens van voormalige Utrechtse gemeenten, zie Lijst van wapens van voormalige Utrechtse gemeenten.

Wapen van Amersfoort
Wapen van Baarn
Wapen van Bunnik
Wapen van Bunschoten
Wapen van De Bilt
Wapen van De Ronde Venen
Wapen van Eemnes
Wapen van Houten
Wapen van IJsselstein
Wapen van Leusden
Wapen van Lopik
Wapen van Montfoort
Wapen van Nieuwegein
Wapen van Oudewater
Wapen van Renswoude
Wapen van Rhenen
Wapen van Soest
Wapen van Stichtse Vecht
Wapen van Utrecht
Wapen van Utrechtse Heuvelrug
Wapen van Veenendaal
Wapen van Vijfheerenlanden
Wapen van Wijk bij Duurstede
Wapen van Woerden
Wapen van Woudenberg
Wapen van Zeist

## Zeeland
Hieronder staan de gemeentewapens van de huidige gemeenten. Voor wapens van voormalige Zeeuwse gemeenten, zie Lijst van wapens van voormalige Zeeuwse gemeenten.

Wapen van Borsele
Wapen van Goes
Wapen van Hulst
Wapen van Kapelle
Wapen van Middelburg
Wapen van Noord-Beveland
Wapen van Reimerswaal
Wapen van Schouwen-Duiveland
Wapen van Sluis
Wapen van Terneuzen
Wapen van Tholen
Wapen van Veere
Wapen van Vlissingen

## Zuid-Holland
Hieronder staan de gemeentewapens van de huidige gemeenten. Voor wapens van voormalige Zuid-Hollandse gemeenten, zie Lijst van wapens van voormalige Zuid-Hollandse gemeenten.

Wapen van Alblasserdam
Wapen van Albrandswaard
Wapen van Alphen aan den Rijn
Wapen van Barendrecht
Wapen van Bodegraven-Reeuwijk
Wapen van Capelle aan den IJssel
Wapen van Delft
Wapen van Den Haag
Wapen van Dordrecht
Wapen van Goeree-Overflakkee
Wapen van Gorinchem
Wapen van Gouda
Wapen van Hardinxveld-Giessendam
Wapen van Hendrik-Ido-Ambacht
Wapen van Hillegom
Wapen van Hoeksche Waard
Wapen van Kaag en Braassem
Wapen van Katwijk
Wapen van Krimpen aan den IJssel
Wapen van Krimpenerwaard
Wapen van Lansingerland
Wapen van Leiden
Wapen van Leiderdorp
Wapen van Leidschendam-Voorburg
Wapen van Lisse
Wapen van Maassluis
Wapen van Midden-Delfland
Wapen van Molenlanden
Wapen van Nieuwkoop
Wapen van Nissewaard
Wapen van Noordwijk
Wapen van Oegstgeest
Wapen van Papendrecht
Wapen van Pijnacker-Nootdorp
Wapen van Ridderkerk
Wapen van Rijswijk
Wapen van Rotterdam
Wapen van Schiedam
Wapen van Sliedrecht
Wapen van Teylingen
Wapen van Vlaardingen
Wapen van Voorne aan Zee
Wapen van Voorschoten
Wapen van Waddinxveen
Wapen van Wassenaar
Wapen van Westland
Wapen van Zoetermeer
Wapen van Zoeterwoude
Wapen van Zuidplas
Wapen van Zwijndrecht

## Bijzondere gemeenten van Nederland

Wapen van Bonaire
Wapen van Sint Eustatius
Wapen van Saba